# Ініоїт
Ініоїт (рос. иниоит; англ. inyoite; нім. Inyoit m) — мінерал, водний борат кальцію ланцюжкової будови.

## Загальний опис
Хімічна формула: Ca[B2BO3·(OH)5]·4H2O. Містить (%): CaO — 20,2; B2O3 — 37,62; H2O — 42,18.
Сингонія моноклінна. Короткопризматичні кристали.
Густина 1,875. Твердість 2.
Безбарвний, прозорий. При зневодненні — білий і мутний. Блиск скляний. Злам нерівний. Крихкий.
Знайдений у зоні вивітрювання родовищ кам'яної солі і боратів. Рідкісний.